# 田代輝
田代 輝（たしろ ひかる、2007年11月17日 - ）は、日本の男性俳優。

## 来歴
2000年代、スマイルモンキーに入所し、芸能界デビュー。2018年、スマイルモンキーからスターダストプロモーションに移籍。

## 人物
趣味はゲーム（FORTNITE、APEX）、好きなキャラクターのイラストを描くこと、フィギュア収集。
特技はゲーム（FORTNITE）、ビートボックス、暗記。
「マロン」という名前の柴犬を飼っている。

## 出演作品

### テレビドラマ
- 第9回WOWOWシナリオ大賞受賞作「稲垣家の喪主」（2017年、WOWOW） - 岩崎聖也 役
- ゆとりですがなにか（2016年、日本テレビ） - 田所 役
- 瀬在丸紅子の事件簿〜黒猫の三角〜（2015年、フジテレビ） - へっくん 役[3]
- アイアングランマ（2014年、BSプレミアム） - 河本ライト 役
- ママモコモてれび（2014年、日本テレビ）
- BORDER（2014年、テレビ朝日） - 岩田勇樹 役
- シジュウカラ（2022年、テレビ東京） - 綿貫悠太 役[2][4]
- 旅屋おかえり（2022年4月 - 、NHK総合） ‐ 玉田陽斗 役[5]
- 高杉さん家のおべんとう（2024年10月3日〈予定〉 - 、日本テレビ） - 高杉温巳（高校時代） 役[6]

### CM
- ECCジュニア（2018年）[7]
- トヨタ自動車「サポトヨ」（2018年）
- 森永製菓「チョコボール」おいしくなった苺篇（2018年）
- スシロー「カーズ/クロスロード　公開記念キャンペーン」（2017年）
- 雪印北海道100 さけるチーズ 「さける呪文　男の子」篇（2017年）
- スシロー「モアナと伝説の海 公開記念キャンペーン」（2017年）
- クラシエ「ポッピンクッキン たのしいおま*つりやさん 縁日気分篇」（2017年）
- クラシエ「ポッピンクッキン たのしいケーキやさん くるくるキラキラ篇」（2017年）
- 日本マクドナルド「ハッピーセット プラレール「はしれ！」篇」（2016年）
- JAL「新・間隔エコノミー着いてすぐ全開篇」（2015年）
- バンダイ「びっくらたまごザ・色変化入浴剤」（2015年）
- バンダイ「びっくらたまごザ・色変化入浴剤」（2015年）
- TOYOTA「TOYOTOWNプリウスαかくれんぼ篇」（2015年）
- ゼンショー「すき家family編」（2014年）
- アサヒ飲料「なないろwater’s仕事を語る編」（2014年）
- ライフネット生命「かぞくへの保険篇」（2014年)
- タマホーム「全国一斉見学会」（2014年)
- バンダイ「びっくらたまごトッキュウレッシャー入浴剤」（2014年）
- 大塚製薬「オロナミンC準備OK!?篇」（2012年）
- NISSAN「統一フェアナビ半額サポートキャンペーン半ぶんこ篇」（2012年）

### WEB
- カゴメ「スルフォラファン」（2015年）

### 映画
- デスノート Light up the NEW world（2016年） - 少年 役
- 四月は君の嘘 ブレーメンの音楽隊（2016年）
- 劇場版「SPEC〜結〜爻ノ篇」（2013年）
- CUBE一度入ったら、最後 - 宇野千陽 役[8]
- 雑魚どもよ、大志を抱け！（2023年） - 村瀬隆造  役
- かぞく（2023年）[9]
- 罪と悪（2024年）[10]

### バラエティー番組
- シャキーン! 『シャキーンミュージック「Wonder Wander」』（NHK Eテレ、2018年）[注釈 1][11]
- スカッとジャパン 一撃スカッと<美容院篇>（2016年、フジテレビ）[12]
- で〜きた（2016年、NHK Eテレ） - たしろおうすけ 役[13]
- 行列のできる法律相談所（2016年、日本テレビ） - おかもとまり息子役再現
- 行列のできる法律相談所（2015年、日本テレビ） - Hey! Say! JUMP再現
- ノンストップ!オトナのたしなみ〜子供のお泊りマナー〜（2015年、フジテレビ） - 再現
- ママモコモてれび（2015年、日本テレビ） - モコたろう（声）

### スチール
- 中村鞄製作所「中村鞄の手作りランドセル」（2017年）
- 新潮社「ニコ☆プチKiDS」（2015年）
- USJ「ユニバーサル・サプライズ・ハロウィーン」（2014年）
- オリエンタルランド「ディズニーリゾート通年」（2013年）
- ヴォーグ社「いちばんよくわかるゆかたとじんべい」（2013年）
- ヴォーグ社「通園通学手作りバッグ」（2012年）
- ブティック社「ママとこどもの夏の服」（2011年）
- ブティック社「ママとこどものワードローブ」（2011年）
- セキスイハイム（2011年）
- 全日空「ANA MAMA」（2011年）

### 舞台
- テイルズ オブ ザ ステージ -ローレライの力を継ぐ者- EMOTIONAL ACT（2018年） - 少年アッシュ 役[14]

### その他のコンテンツ
- ブリヂストンサイクル
- SKIPシティ
- 彩の国ビジュアルプラザ
- 映像ミュージアム
- コンテンツムービー